# Sabres (Frankrijk)
Sabres is een gemeente in het Franse departement Landes (regio Nouvelle-Aquitaine). De plaats maakt deel uit van het arrondissement Mont-de-Marsan. Sabres telde op 1 januari 2022 1.191 inwoners.

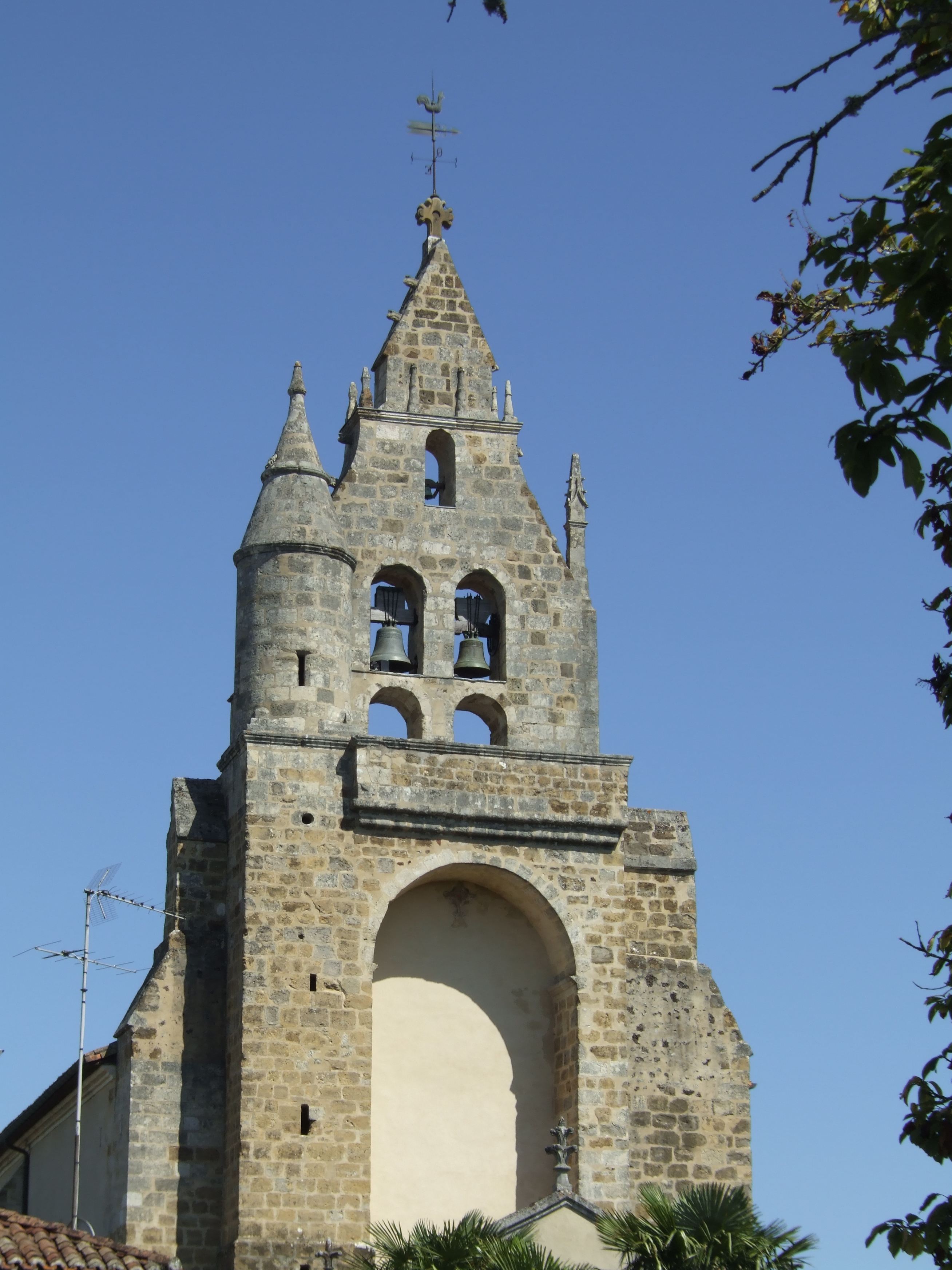
Kerk van Sabres
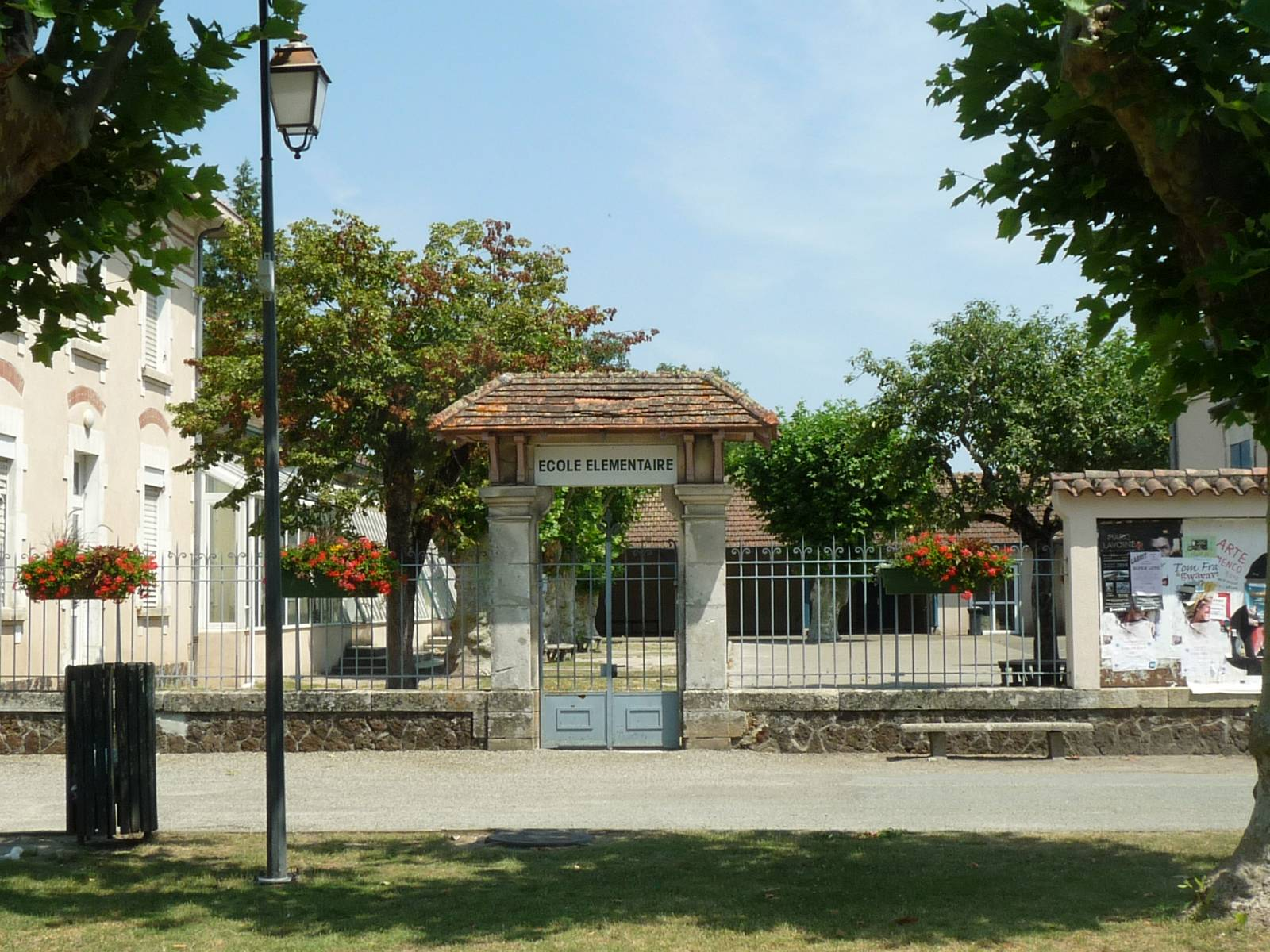
School
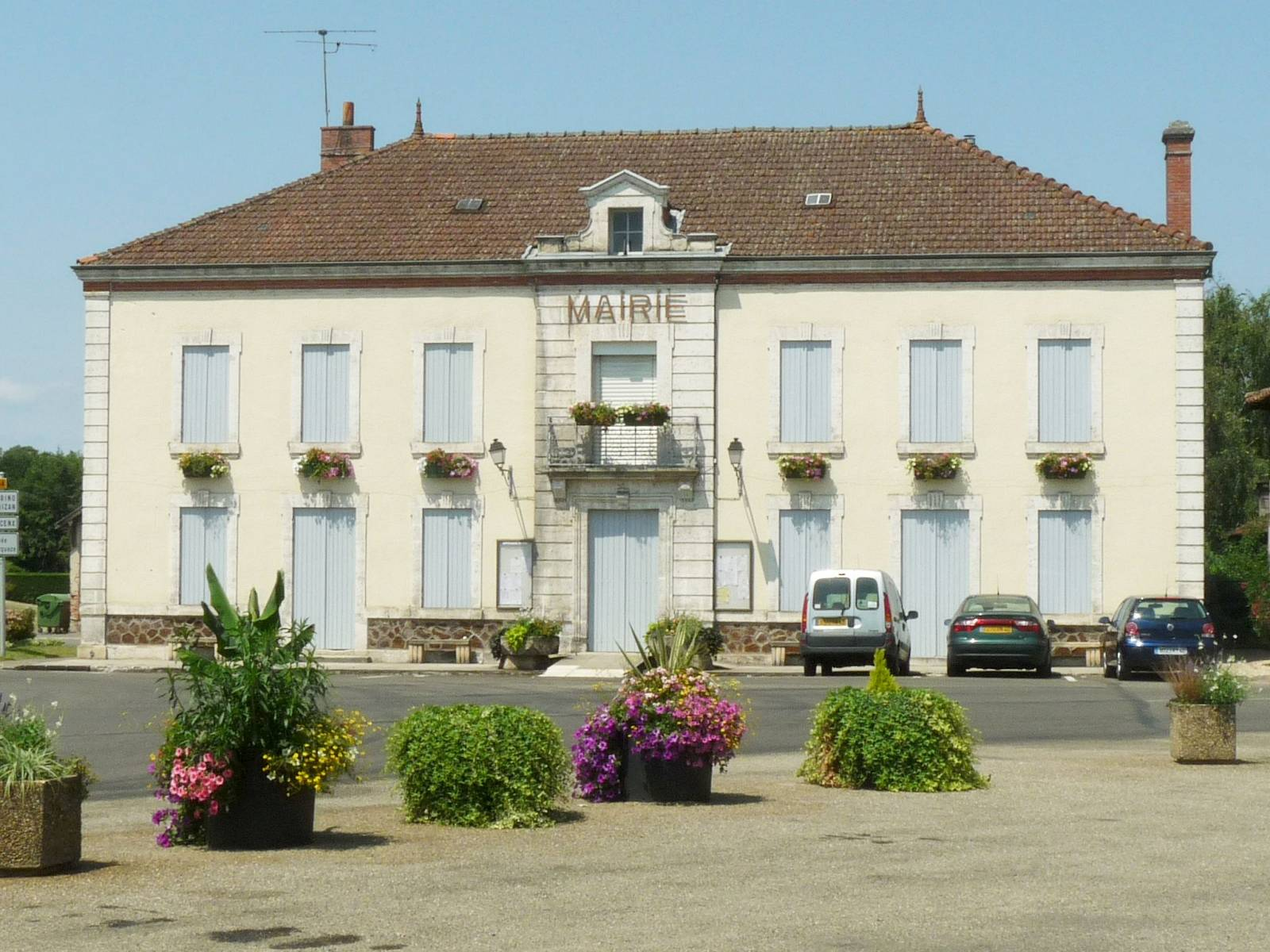
Gemeentehuis

## Geografie
De oppervlakte van Sabres bedroeg op 1 januari 2022 160,13 vierkante kilometer; de bevolkingsdichtheid was toen 7,4 inwoners per km².

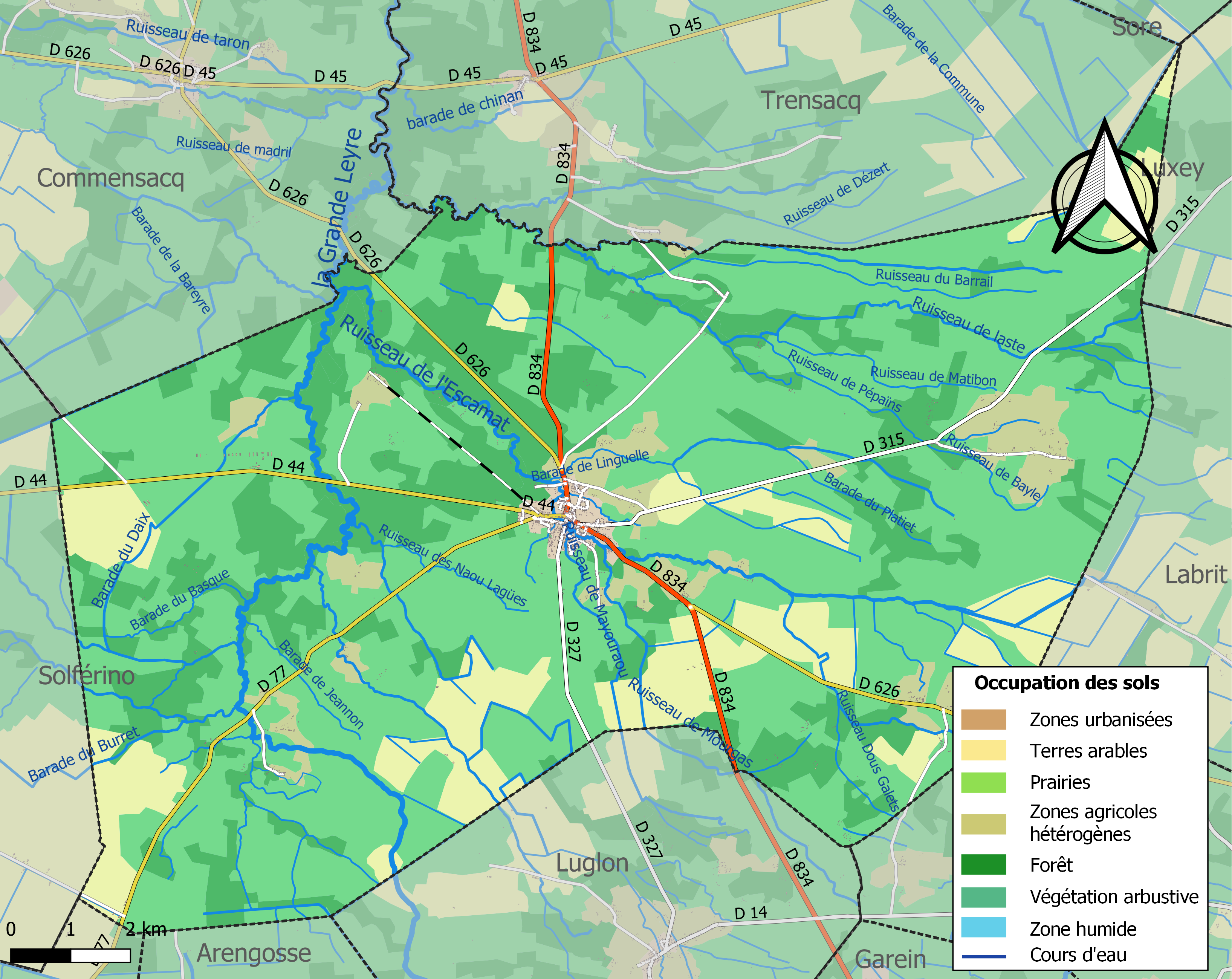
Kaart van de gemeente met de belangrijkste infrastructuur, bodemgebruik en omliggende gemeenten

## Demografie
Onderstaande figuur toont het verloop van het inwonertal (bron: INSEE-tellingen).